# Кесаев, Игорь Альбертович
Игорь Альбертович Кесаев (род. 30 октября 1966 года, Орджоникидзе, Северо-Осетинская АССР) — российский предприниматель, владелец и президент группы компаний «Меркурий», в которую входят табачный дистрибьютор «Мегаполис», «Меркурий Ритейл Холдинг» (торговые сети «Красное&Белое» и «Бристоль») и девелопер «Меркурий Девелопмент». Президент Национального некоммерческого фонда «Монолит».
Из-за полномасштабного вторжения в Украину попал под международные санкции.

## Биография
Игорь Кесаев родился 30 октября 1966 года в Орджоникидзе (в настоящее время Владикавказ) в Северо-Осетинской АССР.
С 1988 по 1992 год Кесаев работал заведующим отделом страхования банковских операций страхового общества «Абсолют-Москва», директором страхового общества «Абсолют-Москва», генеральным директором страхового общества «Юпитер».
Позднее стал председателем совета директоров «Мосэксимбанка», в число учредителей которого входило АОЗТ «Торгово-финансовая компания „Аполло-Мос“», генеральным директором которого одно время был Игорь Кесаев. В декабре 1999 года «МосЭксимБанк» лишился лицензии.
В 1991 году Кесаев создал торговую компанию «Меркурий». В 1992 году стал владельцем и президентом группы компаний «Меркурий», а в 1993 году окончил Московский государственный институт международных отношений (МГИМО).
Игорь Кесаев в 2005 году приобрёл контрольные пакеты акций в двух предприятиях ВПК в Коврове: Ковровском механическом заводе (КМЗ) и Заводе имени Дегтярёва. Через Orton Oil вместе с Шалвой Чигиринским паритетно владел компанией Bennfield LTD., которая контролировала 47 % Sibir Energy. Пакет акций Sibir Energy приобрёл у Шалвы Чигиринского в 2005 году.
В 2006 году Кесаев объединил табачный бизнес с компанией «Мегаполис», также в 2006 году совместно с Чигиринским через компанию ООО «СТ „Новая Голландия“» выиграл конкурс на реконструкцию Новой Голландии в Санкт-Петербурге.
В декабре 2007 года принадлежащая Игорю Кесаеву ГК «Меркурий» приобрела у Олега Леонова 51 % компании «Дикси», по оценкам экспертов, за $600 млн долларов США. В том же году бизнесмен приобрёл пакет розничной сети «Дикси».
В 2009 году Игорь Кесаев продал свою долю Sibir Energy «Газпром нефти».
В середине июля 2010 года российский адвокат Александр Добровинский подал жалобу в Хельсинкскую комиссию конгресса США, поводом для которой, по его словам, стал незаконный захват КиНа путём возбуждения уголовного дела против Арена Еганяна. По версии господина Добровинского, за попыткой захвата собственности господина Еганяна могли стоять его конкуренты, «к числу которых может быть отнесен российский бизнесмен Игорь Кесаев».
В 2019 году Кесаев договорился со своим партнёром Сергеем Кациевым (совместно владеют торговой сетью «Бристоль») и Сергеем Студенниковым (владелец торговой сети «Красное и Белое») об объединении торговых сетей с группой компаний «Дикси» в единого ритейлера.
В июле 2021 года группа Mercury Retail продала торговую сеть «Дикси» компании «Магнит».
10 ноября 2021 года должно было произойти IPO Mercury Retail Group, в результате которого компания рассчитывала привлечь $1,2-1,3 млрд. Но первичное размещение перенесли из-за неблагоприятных рыночных условий.
В сентябре 2022 года связанные с предпринимателем структуры стали основным акционером (75 % акций) российского производителя сигарет «Интернэшнл Тобакко Групп» (Davidoff, West, Jadé, P&S и «Максим»). Прежние акционеры «Интернэшнл Тобакко Групп» также связаны со структурами Игоря Кесаева и Сергея Кациева.

## Доходы
В 2009 году журнал Forbes поместил Игоря Кесаева на 92-е место в списке «100 богатейших бизнесменов России», оценив его состояние в $400 млн долларов. Журнал отмечал, что бизнес Игоря Кесаева пострадал в связи с кризисом, вследствие которого были заморожены строительные проекты в Москве (башня в Москва-Сити), Санкт-Петербурге («Новая Голландия»), а капитализация Sibir Energy и «Дикси» упала в шесть раз.
Обладая личным состоянием $2,4 млрд долларов, в 2016 году Кесаев занял 35-е место в списке «200 богатейших бизнесменов России» по версии журнала Forbes. В 2020 переместился на 28 строчку рейтинга с состоянием в $3,5 млрд. А в 2021 году снова вернулся на 35-е место, но уже с состоянием в $4 млрд.
В 2023 году Кесаев занял 32 строчку списка Forbes с состоянием $2,6 млрд долларов, повысив своё состояние на $1,5 млрд долларов.

## Международные санкции
После вторжения России на Украину Кесаев попал под санкции стран Евросоюза, так как он «связан с правительством РФ и её силовыми структурами через Фонд „Монолит“, управляемый бывшими сотрудниками российских спецслужб, который оказывает финансовую помощь отставным сотрудникам спецслужб и военнослужащим. Кроме того, он является основным акционером завода имени Дегтярёва, российской компании, которая производит оружие, используемое российскими вооруженными силами». В апреле 2022 года, в связи с попаданием в санкционный список Евросоюза, был лишён гражданства Кипра, которое он получил в обмен на инвестиции.
18 мая 2022 года включён в санкционный список Канады «близких соратников режима» за то, что он «непосредственно способствовал бессмысленной войне Владимира Путина в Украине». 19 мая 2023 года США ввели блокирующие санкции в отношении Кесаева, также под санкции попали связанные с ним компании. В декабре 2023 года, как причастный к аннексии Крыма и оккупации украинских территорий, попал под санкции Японии.
По аналогичным основаниям находится под санкциями Великобритании, Австралии, Украины, Швейцарии и Новой Зеландии.

## Семья
Был в браке со Стеллой Кесаевой. От первого брака имеет троих детей: Илона, Эрика и Кристина.
В июле 2019 года женился на украинской модели Ольге Кесаевой. Девушка победила в конкурсе «Мисс Блонд Украина-2013». После свадьбы приобрела бизнес в Москве — ресторан в одной из 340-метровых башен «Меркурий Сити Тауэр» в «Москва-Сити».

## Награды
- Орден Почёта Южной Осетии (2010)[42];
- Орден преподобного Сергия Радонежского III степени[6];
- Специальная медаль «За боевое содружество»[уточнить][9].